# Corinne Luchaire
Corinne Luchaire est une actrice française, née le  11 février 1921 dans le 16e arrondissement de Paris, où elle est morte le 22 janvier 1950. 
Elle est à l'affiche d'une dizaine de films, de 1935 à 1940. 
Durant l'Occupation, elle fréquente les milieux collaborationnistes dans la foulée de son père, le journaliste Jean Luchaire, fusillé en 1946. 
Sa carrière s'interrompt du fait d'une tuberculose contractée vers 1940. Elle a diverses liaisons, dont un mariage très bref et une fille avec un officier allemand. Elle tente de se suicider à deux reprises, puis devient la secrétaire de son père, fuit avec sa famille à Sigmaringen, est incarcérée à Fresnes, est frappée de dix ans d'indignité nationale en 1946. Sa maladie a raison d'elle quelques années plus tard. 

## Biographie

### Origines et formation
Corinne Luchaire naît le 11 février 1921 dans le 16e arrondissement de Paris sous le nom d'état civil de « Rosita Christiane Yvette Luchaire »,, de Jean Luchaire, (1901-1946), journaliste et patron de presse, et de Françoise Germaine Besnard, (1903-1998).
Elle est la petite-fille de l'universitaire spécialiste de l'Italie et écrivain Julien Luchaire (1876-1962).
Une de ses sœurs est l'actrice Florence Luchaire (1926-1982). Elle a pour frère le décorateur Robert Luchaire,.
Corinne Luchaire abandonne l'école dès la classe de troisième pour suivre les cours d'art dramatique de Raymond Rouleau.

### Carrière et conséquences de la guerre
Son grand-père écrit pour elle la pièce de théâtre Altitude 3 200. Cela lui vaut d'être engagée pour le rôle principal du film Prison sans barreaux, qui la révèle au grand public en 1938. À dix-sept ans, elle devient alors l'une des vedettes les plus prometteuses du cinéma français. En deux ans, elle tourne six films, dont le plus connu est Le Dernier Tournant. Mais sa carrière au cinéma est rapidement interrompue par ses problèmes de santé : souffrant de tuberculose, elle doit chaque année séjourner plusieurs mois en sanatorium à partir de 1941, d'abord au plateau d'Assy, puis à Megève.
Sous l'Occupation, elle profite de la position et des relations de son père Jean Luchaire, collaborationniste rallié au nazisme, pour mener, durant ses séjours à Paris, une vie mondaine et insouciante.
Elle se marie, le 27 décembre 1941 à Passy en Haute-Savoie, avec Guy de Voisins-Lavernière,, qu'elle quitte un mois après. Elle aurait fait une tentative de suicide à la fin d'une prétendue liaison avec le champion de ski Émile Allais[réf. nécessaire]. Elle a ensuite une relation avec un officier allemand, le capitaine de la Luftwaffe Wolrad Gerlach du Schnellkampfgeschwader 10, avec lequel elle a une fille, Brigitte, née le 10 mai 1944, déclarée sous le nom de Luchaire.
Après une nouvelle tentative de suicide, elle devient secrétaire de son père. Quelques jours avant la libération de Paris (août 1944), elle suit sa famille à Sigmaringen où se réfugient les principaux collaborationnistes, dont Marcel Déat et Fernand de Brinon, autour du maréchal Pétain, puis vers l'Italie où ils sont arrêtés à Mérano. Elle est transférée avec son père à Fresnes ; elle est libérée quelques jours après l'exécution de Pierre Laval, tout comme sa sœur. En 1946, elle est condamnée à dix ans d'indignité nationale. Quant à Jean Luchaire, il comparaît devant la Haute Cour de justice pour faits de collaboration et intelligence avec l'ennemi (article 75 du code pénal) en janvier 1946 ; il est fusillé le 22 février au fort de Châtillon.
En 1949, elle publie son autobiographie, Ma drôle de vie, qui constitue un document intéressant sur sa situation de fille d'une personnalité influente de la collaboration.

### Mort
Corinne Luchaire meurt le 22 janvier 1950 de la tuberculose au 12 rue Boileau dans le 16e arrondissement de Paris,.

## Postérité
Corinne Luchaire a exercé une certaine fascination sur l'écrivain Patrick Modiano.

## Filmographie
- 1935 : Les Beaux Jours de Marc Allégret
- 1936 : Sous les yeux d'Occident de Marc Allégret : une laborantine (non créditée au générique)
- 1937 : Le Chanteur de minuit de Léo Joannon
- 1938 : Conflit de Léonide Moguy : Claire
- 1938 : Prison sans barreaux de Léonide Moguy : Nelly
- 1938 : Prison Without Bars (en) de Brian Desmond Hurst, (version anglaise du film précédent) : Suzanne
- 1938 : Je chante : une élève (non créditée)
- 1939 : Le Dernier Tournant de Pierre Chenal : Cora
- 1939 : Le Déserteur (ou : Je t'attendrai) de Léonide Moguy : Marie
- 1939 : Cavalcade d'amour de Raymond Bernard : Junie
- 1940 : L'Intruse (Abbandono)

## Théâtre
- 1937 : Altitude 3 200[b] de Julien Luchaire, mise en scène Raymond Rouleau, théâtre de l'Étoile ; reprise en 1939 au théâtre Tristan-Bernard

## Publication
- Ma drôle de vie, Déterna éditions, 1er janvier 2000 (1re éd. 1949) (ISBN 978-2913044289 et 291304428X)